# 河狐
河狐（Lycalopex  gymnocercus），又名巴拉圭狐或巴拉圭胡狼，是南美洲潘帕斯草原的一種偽狐。牠們分佈在阿根廷、烏拉圭、巴拉圭及巴西的南美洲中部。为濒危野生动植物种国际贸易公约附录II所列的保护动物。

## 特徵
河狐像山狐，但較為細小，毛色呈灰色，吻有黑色斑紋。牠們的毛短而密，背部及腹部呈灰色。頭部及頸部都是紅色，耳朵呈三角形、闊而且大，外面紅色，內面白色。在北部的河狐毛色較為鮮艷。
河狐重9-12磅。雄狐約較雌狐重10%。

## 分佈及棲息地
河狐分佈在阿根廷、烏拉圭、巴拉圭及巴西的南錐草原。牠們喜歡棲息在草原、森林及河谷。

## 行為
河狐是獨居的，只在繁殖季節及照顧幼狐時才會一起生活。若受到威脅，牠們會裝死直至威脅離去。牠們主要是夜間活動的，在有人居住的地方有時日間也會活動。
河狐大部份時間棲息在草原追捕獵物。

## 繁殖
雖然河狐是獨居的，有時也會一夫一妻制的生活。懷孕的母狐會躲在樹底或叢林的巢穴中。妊娠期為55-60日，每胎會產3-5隻幼狐。幼狐3個月大就會與父母一同狩獵。母狐照顧幼狐的時候，雄狐會帶食物給牠們。

## 食性
河狐主要吃植物、鳥類、齧齒目、果實、兔、青蛙及蜥蜴，有時也會吃小羊、腐屍、蛋及無脊椎動物。齧齒目、兔及鳥類佔了牠們的食物75%。牠們是雜食性的，有時會襲擊家畜。

## 威脅
河狐的主要威脅是人類狩獵其毛皮，亦會為了保護家畜而殺死牠們。

## 外部連結
- Canids Org